# Боднарівська ГЕС
Боднарівська ГЕС — мала ГЕС встановленою потужністю 0,6 МВт у селі Боднарівка Хмельницької області на річці Збруч.

## Історія
Початок будівництва у 1955 році, запущена у 1961 році Відновила діяльність у 2002 році.